# Думітрешть (Яломіца)
Думітрешть, Думітрешті (рум. Dumitrești) — село у повіті Яломіца в Румунії. Входить до складу комуни Валя-Чорій.
Село розташоване на відстані 115 км на схід від Бухареста, 20 км на північний схід від Слобозії, 108 км на північний захід від Констанци, 89 км на південний захід від Галаца.

## Населення
За даними перепису населення 2002 року у селі проживали 172 особи, усі — румуни. Усі жителі села рідною мовою назвали румунську.